# Студентски центар Крагујевац
| Студентски центар Крагујевац |                                          |
|                              |                                          |
| Основан:                     | 1990. године                             |
| Седиште:                     | Радоја Домановића 1, · Крагујевац Србија |
| Веб презентација             | https://www.studentskicentar-kg.rs/      |
| Контакт:                     | 034/ 336 065                             |

Студентски центар Крагујевац се налази у улици Радоја Домановића 1 у Крагујевцу.

## Историјат
Студентски дом „Вита Јанић” је основан 1961. године у Крагујевцу ради обављања делатности смештаја и исхране студената, претеча је данашње установе која почев од 1990. послује под називом Студентски центар. Примарна делатност установе је регулисање питања стандарда студената крагујевачког Универзитета.
Поред обављања основних делатности, Студентски центар обавља комерцијалну делатност уз стављање посебног акцента на обављање угоститељских услуга. Сходно томе, Студентски центар је оформио посебну организациону целину у чијем саставу ради више ресторана и бифеа.